# Бертольд Баденский
Бертольд Фридрих Вильгельм Эрнст Август Генрих Карл Баденский (нем. Berthold Friedrich Wilhelm Ernst August Heinrich Karl von Baden; 24 февраля 1906, Карлсруэ — 27 октября 1963, Шпайхинген) — глава правящего дома Бадена в 1929—1963 годах.

## Биография
Бертольд был единственным сыном последнего рейхсканцлера Германской империи, принца Максимилиана Баденского (1867—1929), и его супруги Марии-Луизы Ганноверской (1879—1948), дочери кронпринца Ганновера Эрнста Августа и принцессы Тиры Датской, дочери короля Дании.
17 августа 1931 года в Констанце Бертольд сочетался браком с Теодорой, принцессой Греции и Дании (1906—1969), дочерью Андрея, принца Греции и Дании, и принцессы Алисы фон Баттенберг и таким образом сестры британского принца-консорта Филиппа, герцога Эдинбургского.
От этого брака родились трое детей:
- Маргарита Алиса Тира Виктория Мария Луиза Шоластика (1932—2013)

- Максимилиан, маркграф Баденский (1933—2022)

- Людвиг Вильгельм Георг Эрнст Кристоф (род. 1937)

## Бертольд Баденский и Курт Хан

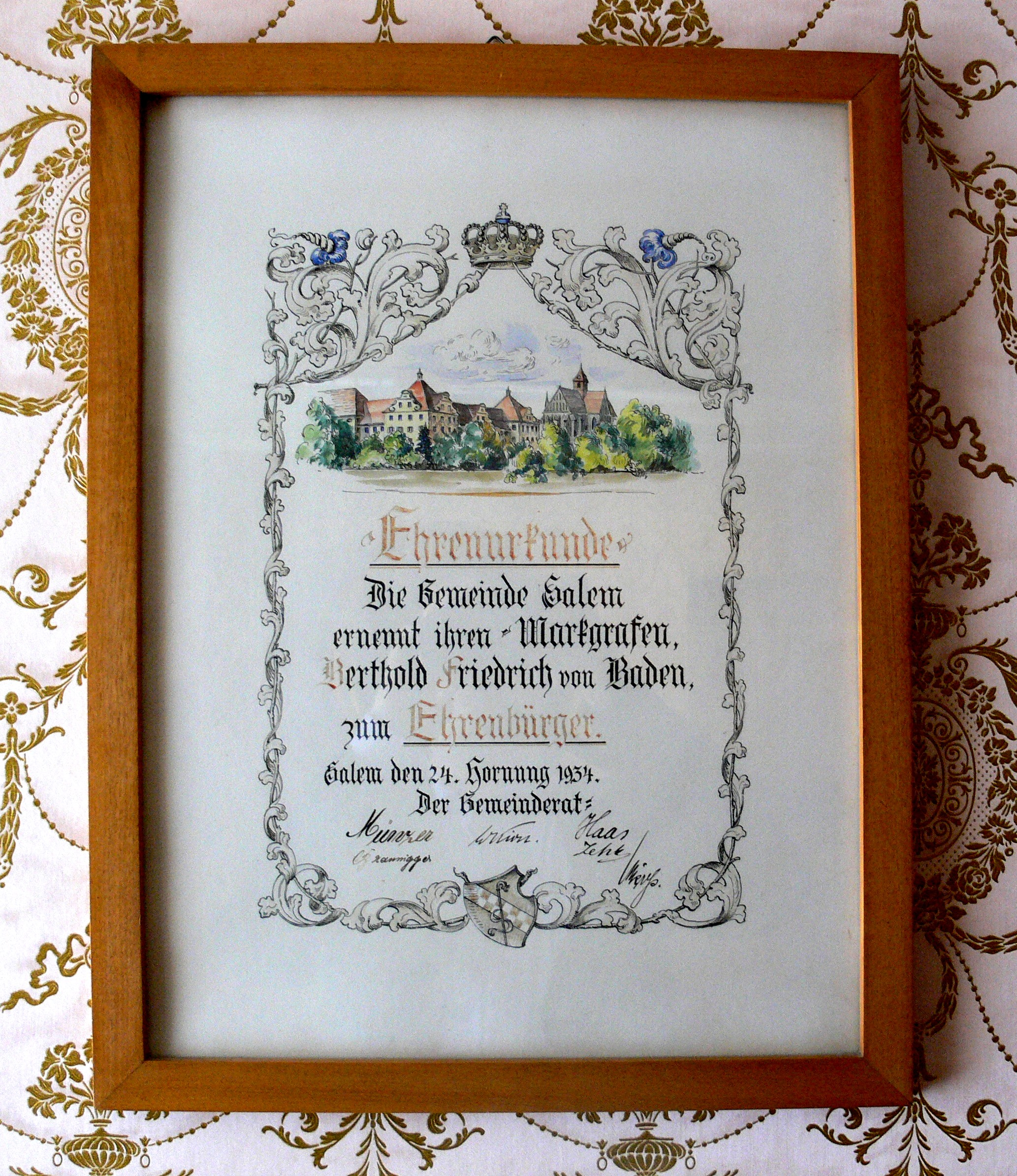
Документ почётного гражданина общины Залема для «её маркграфа» Бертольда Фридриха фон Бадена, выданный 24 февраля 1934 года.

Татьяна Меттерних о посещении Бертольдом Баденским приема Гитлера в 1933 году, которое было предназначено, чтоб выступить за Курта Хана:

 «Хотя он чувствовал отвращение к Гитлеру инстинктивно, убежденно и традиционно, он всё же прибыл, чтобы добиться разрешения, сохранить доктора Хана, как руководителя знаменитой школы в Залеме, которую основал его отец, принц Макс, его застенчивый вид скрывал внутреннюю решимость. Он принадлежал к тем бесклассовым аристократам, чутким, предупредительным и элегантным, которые обладали особенной силой из-за тесной связи с народом земли. Нацистам они оставались так же непонятными как и они им.
Каждое мгновение этой беседы было противно ему, всё же, принц Бертольд был полон решимости довести дело до конца. Он употребил неудачный способ, использовав традиционную фразу „Он очень связан с нашим домом“. Это стало для Гитлера предлогом, который он ждал. Теперь присутствующие стали свидетелями одного из его неконтролируемых (или планируемых) припадков истеричного бешенства:
„Мне кажется, что каждый имеет своего домашнего еврея! Это должно быть прекращено сейчас же! Я не потерплю исключений!“
Принц Бертольд, бледный от гнева и отвращения, только пытался отстаивать свою позицию, но когда он понял, насколько это было бесполезно, он повернулся на каблуках и ушел. С тех пор он предпринимал всё, чтобы его протеже уехал из страны, а затем создал новые возможности в Великобритании. Там, Хан основал школу Гордонстаун»— Татьяна Меттерних